# Karl Gunzer
Karl Gunzer (* 21. Juli 1896 in Görlitz; † unbekannt) war ein deutscher Ingenieur.

## Leben und Wirken
Er war der Sohn des Görlitzer Magistratsbürodirektors Robert Gunzer. Nach dem Schulabschluss nahm er am Ersten Weltkrieg teil und nahm 1919 ein Studium der Elektrotechnik an der Technischen Hochschule Breslau auf, das er als Diplom-Ingenieur beendete. Von Mai 1924 bis Juli 1933 arbeitete er in Breslau bei Telefunken. Zum 14. November 1927 trat er der NSDAP bei (Mitgliedsnummer 70.530). 1933 wurde er Leiter der Landesstelle des Reichsministeriums für Volksaufklärung und Propaganda im Gau Schlesien und 1935 in Personalunion gleichzeitig auch Landeskulturwalter.
Von 1937 bis 1938 leitete er den Reichssender Breslau und wurde dann nach Wien abberufen, um gemeinsam mit Franz Pesendorfer, Adolf Raskin und Karl Mage die Führung der Geschäfte des neuen Reichssenders Wien bis 1941 zu übernehmen.